# Indrek Jürjo
Indrek Jürjo (* 14. April 1956 in Tallinn (deutsch: Reval); † 29. Mai 2009 auf der Insel Muhu (deutsch: Moon), jeweils in Estland) war ein estnischer Historiker.

## Leben
Jürjo schloss die Schule 1974 an der 10. Tallinner Oberschule ab und war anschließend von 1974 bis 1976 Bausoldat in der Sowjetarmee. Ab 1977 studierte er an der Universität Tallinn bis 1983 Geschichtswissenschaften. Von 1983 bis 1992 war er an der Estnischen Akademie der Wissenschaften (Eesti Teaduste Akadeemia) angestellt. Seit 1992 war er im Dienst der Estnischen Archivverwaltung und leitete dort von 2002 bis zu seinem Tode die Publikationsabteilung des Estnischen Staatsarchivs (Eesti Riigiarhiiv).
Jürjo erlangte 1998 den Rang eines Master of Arts an der Pädagogischen Universität Tallinn und promovierte im Jahre 2005 an der Universität Hamburg mit seiner Arbeit August Wilhelm Hupel und die Aufklärung in Livland.

## Veröffentlichungen (Auswahl)
- mit Otto-Heinrich Elias: Aufklärung in den baltischen Provinzen Russlands: Ideologie und soziale Wirklichkeit, in: Quellen und Studien zur baltischen Geschichte, Band 15; Böhlau Verlag, Wien/Köln/Weimar 1996. ISBN 3-412-08596-0.
- Liivimaa valgustaja August Wilhelm Hupel: 1737 - 1819, Riigiarhiiv, Tallinn 2004. ISBN 9985-9510-1-8.
  - deutsch: Aufklärung im Baltikum: Leben und Werk des livländischen Gelehrten August Wilhelm Hupel (1737–1819). Böhlau Verlag, Wien/Köln/Weimar 2006. ISBN 3-412-30805-6.
- Über die Verfolgung der Deutschbalten nach dem Zweiten Weltkrieg im heutigen Ostdeutschland. Dargestellt am Beispiel von zwei KGB-Akten aus dem Estnischen Staatsarchiv, in: Norbert Angermann et al.: Ostseeprovinzen, Baltische Staaten und das Nationale. LIT Verlag, Münster 2005. ISBN 3-8258-9086-4. S. 611–634.
- als Herausgeber mit Sergej Stadnikov: Briefe aus dem Morgenland: Otto Friedrich von Richters Forschungsreise in den Jahren 1814 - 1816. Kovač, Hamburg 2013, ISBN 978-3-8300-7289-8.